# Храм Свете Петке (Петроварадин)
Привремени храм Св. Петке у Петроварадину је изграђен на раскрсници Рељковићеве и Прерадовићеве улице крајем 2003. и почетком 2004. Овај објекат је саграђен од дрвета. Иза цркве брвнаре, изграђена је стална богомоља од чврстог материјала.